# Знаки поштової оплати України 2004
Знаки поштової оплати України 2004 — перелік поштових марок, введених в обіг Укрпоштою у 2004 році.
З 22 січня по 10 грудня 2004 року було випущено 87 пам'ятних (художніх, комеморативних) поштових марок. Номінал знаків поштової оплати, що було випущено в 2004 році від 0,45 до 3,52 гривні. Тематика комеморативних марок охопила ювілеї визначних дат, подій, пам'яті видатних діячів культури та інши. Крім того, протягом року здійснювалася додруківка стандартних поштових марок п'ятого (2001—2006) з літерним індексом замість номіналу: «Е», «Є» та «С» та шостого (2002—2006) випуску номіналом від 0,05 до 0,65 гривні масовим тиражем.
Марки було надруковано державним підприємством «Поліграфічний комбінат „Україна“» (Київ).
Відсортовані за датою введення.

## Список комеморативних марок
| № у каталозі                        | Зображення | Опис та джерело | Номінал                         | Дата введення в обіг   | Тираж                   | Дизайн                             |
| ----------------------------------- | ---------- | --- | ------------------------------- | ---------------------- | ----------------------- | ---------------------------------- |
| № 553                               |            | 85 років з часу проголошення об'єднання УНР і ЗУНР в єдину соборну незалежну державу | 0,45 гривні                     | 22 січня 2004 року     | 150 000                 | Олексій Кохан                      |
| № 554                               |            | Станіслав Людкевич (1879—1979) | 0,45 гривні                     | 24 січня 2004 року     | 150 000                 | Василь Василенко                   |
| № 555 № 556 № 557 № 558 № 559 № 560 |            | Блок «Гетьманські клейноди та особисті речі Богдана Хмельницького» - Прапор. Військовий музей, Стокгольм - Булава. Музей війська польського, Варшава - Шапка. Національний музей історії України, Київ - Водосвятна чаша. Державний історичний музей, Москва - Кухоль. Фундація князів Чарторийських, Краків - Шабля. Фундація князів Чарторийських, Краків | 0,45 гривні                     | 29 січня 2004 року     | 65 000                  | Василь Василенко                   |
| № 561 № 562 № 563                   |            | Блок «Суднобудування в Україні» - Танкер «Kriti Amber» - Великий протичовновий корабель «Миколаїв» - Авіаносець «Адмірал Флоту Радянського Союзу Кузнєцов» | 1,00 2,50 3,50 гривні           | 21 лютого 2004 року    | 85 000                  | Валерій Руденко                    |
| № 564                               |            | Тернопільська область | 0,45 гривні                     | 3 березня 2004 року    | 150 000                 | Олександр Калмиков                 |
| № 565                               |            | 50 років членства України в ЮНЕСКО | 0,45 гривні                     | 19 березня 2004 року   | 150 000                 | Олексій Кохан                      |
| № 566 № 567 № 568 № 569 № 570       |            | Блок «Метелики» - Ендроміс березовий Endromis versicolora (L.) - Бражник очковий Smerinthus ocellatus (L.) - Стрічкарка блакитна Catocala fraxini (L.) - Райдужниця велика Apatura ilia (Den. & Schiff.) - Махаон Papilio machaon (L.) | 0,45 0,75 0,80 2,60 3,50 гривні | 26 березня 2004 року   | 100 000                 | Геннадій Кузнєцов                  |
| № 571                               |            | Сергій Лифар (1904—1986) | 0,45 гривні                     | 2 квітня 2004 року     | 150 000                 | Василь Василенко                   |
| № 572                               |            | Серія «Україна — космічна держава»: - Державне конструкторське бюро «Південне» імені М. К. Янгеля | 0,45 гривні                     | 14 квітня 2004 року    | 480 000                 | Василь Василенко                   |
| № 575                               |            | Чемпіонат Європи з важкої атлетики, м. Київ | 0,65 гривні                     | 20 квітня 2004 року    | 130 000                 | Т. Нестерова                       |
| № 576 № 577 № 578 № 579             |            | Блок «Європа 2004. Запрошуємо в Україну» - Ластівчине гніздо - Карпати - Хотинська фортеця - Києво-Печерська лавра | 0,45 0,75 2,61 3,52 гривні      | 23 квітня 2004 року    | 70 000                  | Марія Гейко                        |
| № 580 № 581 № 582 № 583             |            | Буклет «Європа 2004. Запрошуємо в Україну» - Ластівчине гніздо - Карпати - Хотинська фортеця - Києво-Печерська лавра | 0,45 0,75 2,61 3,52 гривні      | 23 квітня 2004 року    | 10 000                  | Марія Гейко                        |
| № 584 № 585 № 586 № 587             |            | Зчіпка 100 років FIFA | 0,45 0,75 0,80 2,61 гривні      | 17 травня 2004 року    | 100 000                 | Василь Василенко                   |
| № 588                               |            | UEFA 50 years | 3,52 гривні                     | 17 травня 2004 року    | 100 000                 | Володимир Колдуненко               |
| № 589                               |            | Симон Петлюра (1879—1926) | 0,45 гривні                     | 21 травня 2004 року    | 120 000                 | Василь Василенко                   |
| № 590                               |            | Серія «Київ очима художників»: - Краєвид Києва з Андріївською церквою. 1889 р. Невідомий художник | 0,45 гривні                     | 11 червня 2004 року    | 100 000                 | Оксана Тернавська                  |
| № 591                               |            | Серія «Київ очима художників»: - Фонтан біля Золотих воріт. Київ. 1910-ті рр. Петро Левченко | 0,45 гривні                     | 11 червня 2004 року    | 100 000                 | Оксана Тернавська                  |
| № 592                               |            | Серія «Київ очима художників»: - Весна на Куренівці. 1914—1915 рр. Абрам Маневич | 0,45 гривні                     | 11 червня 2004 року    | 100 000                 | Оксана Тернавська                  |
| № 593                               |            | Серія «Київ очима художників»: - Київський Михайлівський собор з півдня. 1919 р. Микола Бурачек | 0,45 гривні                     | 11 червня 2004 року    | 100 000                 | Оксана Тернавська                  |
| № 594 № 595 № 596                   |            | Зчіпка «Українські народні казки» - Котик - Івасик-Телесик - Котигорошко | 0,45 гривні                     | 18 червня 2004 року    | 150 000 (50 000)        | Кость Лавро                        |
| № 597                               |            | Ігри XXVIII Олімпіади в Афінах | 2,61 гривні                     | 26 червня 2004 року    | 100 000                 | Кость Лавро                        |
| № 598                               |            | Рівненська область | 0,45 гривні                     | 16 липня 2004 року     | 150 000                 | Олександр Калмиков                 |
| № 601                               |            | Марія Заньковецька. 1854—1934 | 0,45 гривні                     | 23 липня 2004 року     | 200 000                 | Катерина Штанко                    |
| № 602                               |            | Михайло Максимович (1804—1873) | 0,45 гривні                     | 23 липня 2004 року     | 200 000                 | Василь Василенко                   |
| № 603                               |            | Балаклаві — 2500 | 0,45 гривні                     | 14 серпня 2004 року    | 200 000                 | Марія Гейко                        |
| № 599                               |            | Херсонська область | 0,45 гривні                     | 20 серпня 2004 року    | 150 000                 | Олександр Калмиков                 |
| № 604                               |            | Харкову — 350 | 0,45 гривні                     | 20 серпня 2004 року    | 360 000                 | Сергій Мозговий                    |
| № 605 № 606 № 607 № 608             |            | Зчіпка «Мости» - Інгульський міст у Миколаєві - Дарницький міст у Києві - Міст імені Б. М. Преображенського у Запоріжжі - Південно-Бузький міст у Миколаєві | 0,45 гривні                     | 25 серпня 2004 року    | 150 000                 | Олександр Калмиков                 |
| № 609                               |            | Блок «Пам'ятка архітектури XIX ст. Київський університет ім. Тараса Шевченка. 170 років з часу заснування» | 2,61 гривні 25 000              | 15 вересня 2004 року   | 50 000                  | Сергій Бєляєв                      |
| № 610                               |            | Єлисаветград 250 Кіровоград | 0,45 гривні                     | 17 вересня 2004 року   | 200 000                 | В. Стороженко                      |
| № 600                               |            | Полтавська область | 0,45 гривні                     | 22 вересня 2004 року   | 150 000                 | Олександр Калмиков                 |
| № 611 № 612 № 613 № 614             |            | Зчіпка «Історія війська в Україні» - Дружинник Віщого Олега. X ст. - Народне ополчення. XI—XII ст. - Стрілець з Надросся. XII ст. - Кіннотник Данила Галицького. XIII ст. | 0,45 гривні                     | 15 жовтня 2004 року    | 150 000                 | Юрій Логвин                        |
| № 615 № 616 № 617 № 618 № 619       |            | Блок «Дунайський біосферний заповідник» - Лебідь-шипун Cygnus olor - Баклан малий Phalacrocorax pygmaeus - Чепура велика Egretta alba - Гуска сіра Anser anser - Косар Platalea leucorodia | 0,45 0,75 0,80 2,61 3,52 гривні | 26 жовтня 2004 року    | 70 000                  | Сергій Мозговий Олександр Легкобит |
| № 573                               |            | Серія «Україна — космічна держава»: - «Хартрон» — системи керування в космосі і на землі | 0,45 гривні                     | 12 листопада 2004 року | 150 000                 | Василь Василенко                   |
| № 574                               |            | Серія «Україна — космічна держава»: - Зразки ракетної зброї минулих століть | 0,45 гривні                     | 12 листопада 2004 року | 150 000                 | Василь Василенко худ. Юрій Логвин  |
| № 620 № 621 № 622                   |            | Зчіпка «З Різдвом Христовим!» | 0,45 гривні                     | 26 листопада 2004 року | 280 000 560 000 280 000 | Марія Гейко                        |
| № 623 № 624 № 625                   |            | Зчіпка «З Новим роком! З Новим щастям!» | 0,45 гривні                     | 26 листопада 2004 року | 280 000 560 000 280 000 | Марія Гейко                        |
| № 626 № 627                         |            | Зчіпка «Україна — Іран» - Антонов-140 - Іран-140 | 0,80 гривні                     | 30 листопада 2004 року | 100 000                 | Олександр Калмиков                 |
| Блок № 47                           |            | Блок «Український народний одяг» | 0,60 гривні                     | 10 грудня 2004 року    | 100 000                 | Микола Кочубей                     |
| № 628 № 629                         |            | Зчіпка «Український народний одяг. Львівщина» - Стрітення - Воздвиження | 0,60 гривні                     | 10 грудня 2004 року    | 150 000                 | Микола Кочубей                     |
| № 630 № 631                         |            | Зчіпка «Український народний одяг. Івано-Франківщина» - Троїсті музики - Весілля | 0,60 гривні                     | 10 грудня 2004 року    | 150 000                 | Микола Кочубей                     |
| № 632 № 633                         |            | Зчіпка «Український народний одяг. Гуцульщина» - Святвечір - Різдво Христове | 0,60 гривні                     | 10 грудня 2004 року    | 150 000                 | Микола Кочубей                     |

## Випуски стандартних марок

### П'ятий випуск (2001—2006)
| № у каталозі | Зображення | Опис та джерело    | Номінал | Дата введення в обіг | Тираж     | Дизайн             |
| ------------ | ---------- | ------------------ | ------- | -------------------- | --------- | ------------------ |
| № 374        |            | «Соняшник»         | E       | 6 лютого 2004 року   | масовий   | Олександр Калмиков |
| № 376        |            | «Пшеничні колоски» | Є       | 6 лютого 2004 року   | 2 000 000 | Олександр Калмиков |
| № 454        |            | «Бузок»            | C       | 19 липня 2004 року   | 3 000 000 | Олександр Калмиков |

### Шостий випуск (2002—2006)
| № у каталозі | Зображення | Опис та джерело    | Номінал     | Дата введення в обіг | Тираж   | Дизайн             |
| ------------ | ---------- | ------------------ | ----------- | -------------------- | ------- | ------------------ |
| № 429        |            | «Барвінок»         | 0,05 гривні | 19 липня 2004 року   | масовий | Олександр Калмиков |
| № 442        |            | «Чорнобривці»      | 0,30 гривні | 22 січня 2004 року   | масовий | Олександр Калмиков |
| № 470        |            | «Волошки»          | 0,45 гривні | 6 лютого 2004 року   | масовий | Олександр Калмиков |
| № 527        |            | «Горошок запашний» | 0,65 гривні | 6 лютого 2004 року   | масовий | Олександр Калмиков |